# Lijst van personen uit Paramaribo
Dit is een chronologische lijst van personen uit Paramaribo, de hoofdstad van Suriname. Het gaat om personen die in deze stad zijn geboren.

## Geboren in Paramaribo

### Voor 1800

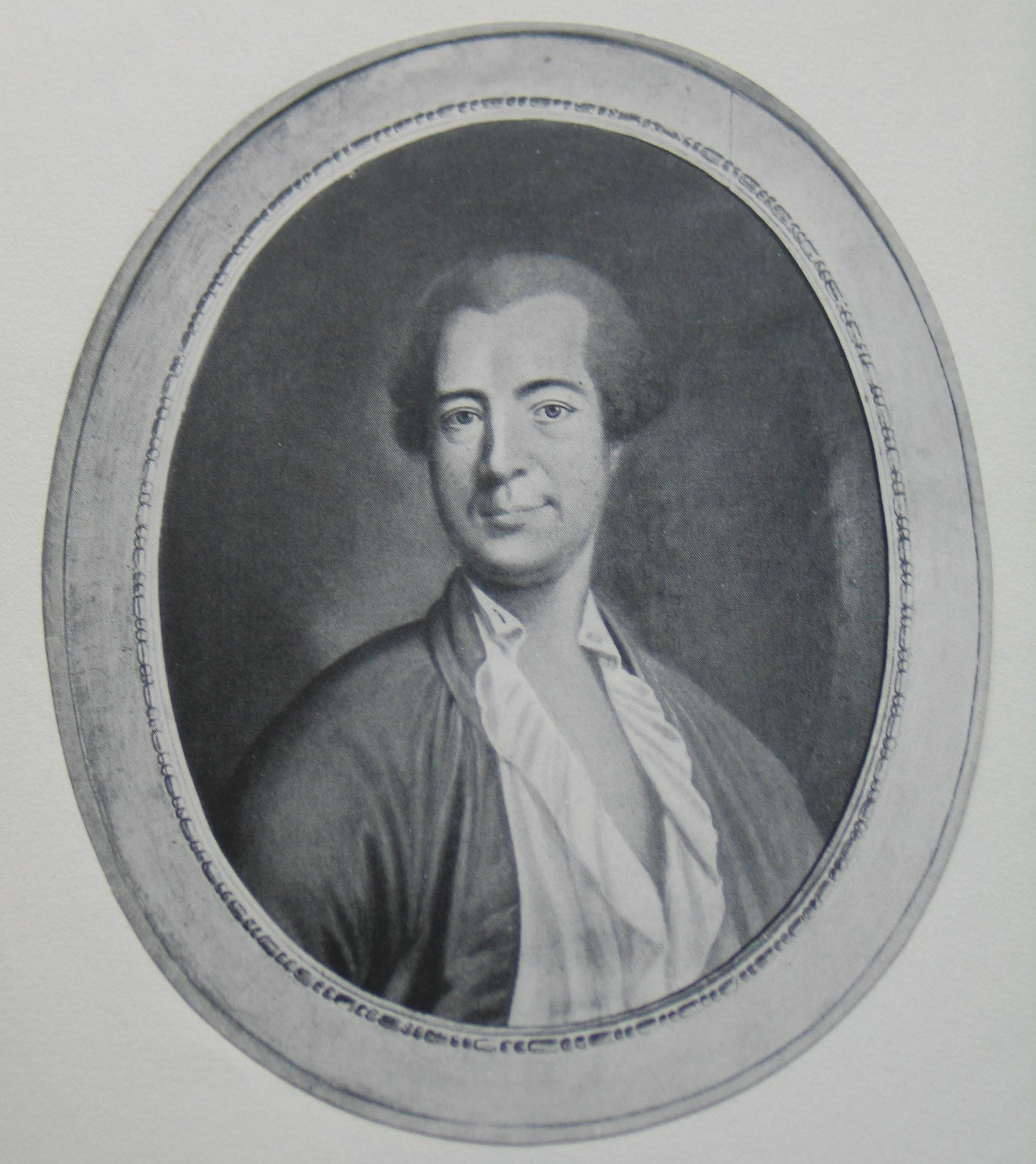
Zakenman en filosoof Pierre-Alexandre DuPeyrou (1729-1794)

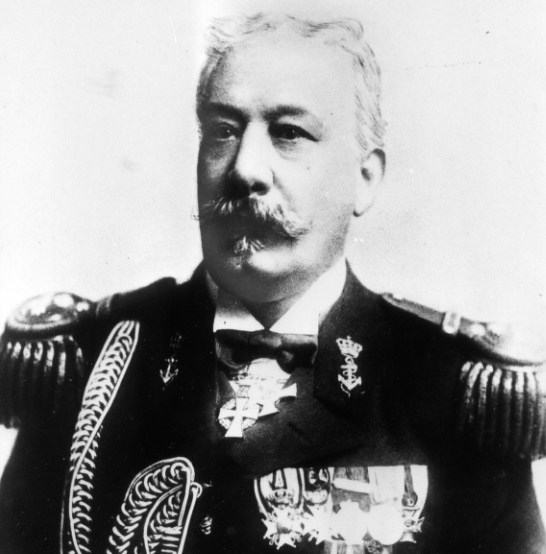
Marineofficier en politicus Abraham George Ellis (1846-1916)

- Elisabeth Samson (1715-1771), zakenvrouw
- Pierre-Alexandre DuPeyrou (1729-1794), zakenman, filosoof en schrijver
- François Levaillant (1753-1824), ornitholoog en natuuronderzoeker
- Gerrit Schouten (1779-1839), kunstenaar
- Jean François Halfhide (1793-1854), bouwheer

### 1800-1849
- Johan August Voigt (1809-1861), architect
- Maria Vlier (1828-1908), onderwijzeres en schrijfster
- Maria Heyde (1837-1917), zendeling, schrijver en vertaler
- Meier Salomon Bromet (1839-1905), evangelist, zendeling en vertaler
- Willem Lodewijk Loth (1844-1916), gouvernementslandmeter en cartograaf
- Abraham George Ellis (1846-1916), marineofficier en politicus
- Julius Muller (1846-1902) ondernemer, politicus en amateurfotograaf
- George Henry Barnet Lyon (1849-1918), jurist

### 1850-1899
- Jan Ernst Matzeliger (1852-1889), uitvinder
- Marinus Bernardus Rost van Tonningen (1852-1927), militair
- Margaret Ann Muller-Douglas (1854-1923), directeur, bestuurder
- Theodor Neumann Cordua (1860-1911), pianist en componist
- Henri François Rikken (1863-1908), priester, prozaschrijver
- Johan George Spalburg (1866-1917), schrijver
- Adolf Curiel (1867-1934), ondernemer en politicus
- Grace Schneiders-Howard (1869-1968), maatschappelijk werkster en politica
- Charles Rodolph Weytingh (1871-1956), districtscommissaris en Agent-Generaal
- Augusta Curiel (1873-1937), fotograaf
- Gustaaf Martinus Oosterling (1873-1928), fotograaf
- Paul Christiaan Flu (1884-1945), medicus
- Julius Gustaaf Arnout Koenders (1886-1957), onderwijzer en schrijver
- Adriaan Alberga (1887-1952), jurist en politicus
- Jules Samuels (1888-1975), vrouwenarts
- Willem Hendrik Campagne (1891-1973), onderwijzer en cultuurkenner
- Goedoe Goedoe Thijm (1891-1966), zanger en spotdichter
- Otto Huiswoud (1893-1961), politiek activist
- William Charles Aalsmeer (1896-1957), cardioloog
- Anton de Kom (1898-1945), nationalist, verzetsstrijder en publicist
- Alfred Morpurgo (1899-1973), journalist en politicus

### 1900-1909
- F.A. Langguth Oliviera (1900-1993), landbouwkundige en politicus
- Albert Cameron (1902-1982), politicus
- Guno Kletter (1902-?), arts en politicus
- Albert Helman (1903-1996), schrijver, politicus, verzetsstrijder
- Wim Bos Verschuur (1904-1985), politicus, schrijver en kunstenaar
- Abraham Samuel Fernandes, (1906-1941), verzetsstrijder
- Julius Caesar de Miranda, (1906-1956) jurist en politicus
- Sophie Redmond (1907-1955), arts, politica, toneelschrijfster, actrice en feministe
- H.L. de Vries (1909-1987), politicus en zakenman

### 1910-1919

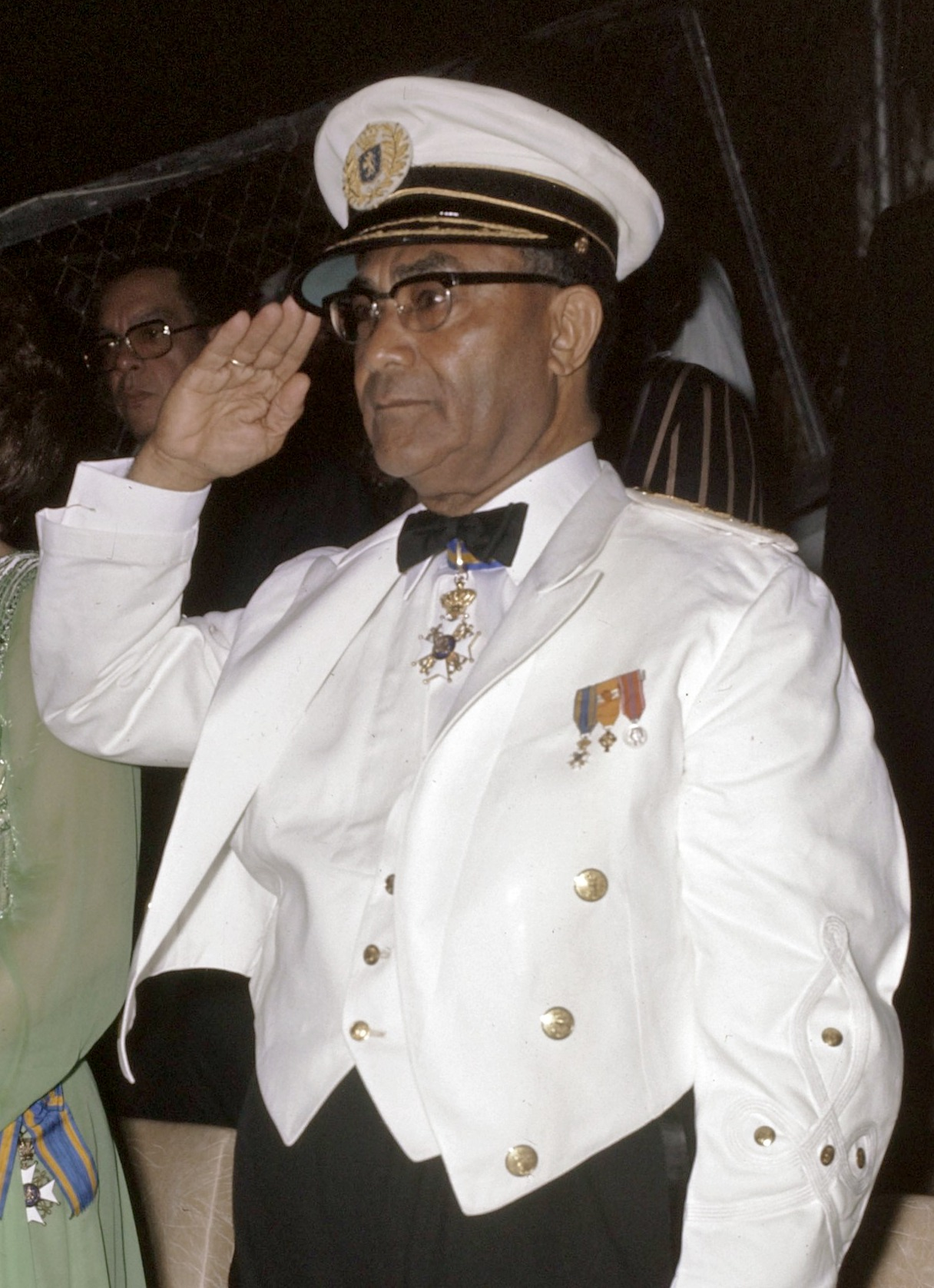
President Johan Ferrier (1910-2010)

- Johan Ferrier (1910-2010), eerste president Suriname (1975-1980)
- Raymond Henri Pos (1910-1964), jurist, diplomaat
- Leo Glans (1911-1980), kunstschilder
- Desi Polanen (1913-1994), diplomaat, politicus
- Hugo Pos (1913-2000), jurist en schrijver
- Edwin Gustaaf Wijngaarde (1913-?), medicus en politicus
- Rudie van Lier (1914-1987), wetenschapper en schrijver
- Johan Adolf Pengel (1916-1970), politicus
- Just Rens (1916-1981), politicus
- John Thijm (1916-2007), politicus
- Samuel Kafiluddi (1917-1984), kinderarts
- Frank Essed (1919-1988), politicus
- Eugène Gessel (1919-2020), historicus en politiek analyticus

### 1920-1929
- Coen Ooft (1920-2006), politicus, schrijver en jurist
- Majoie Hajary (1921-2017), componiste en pianiste
- Harry Radhakishun (1921-1983), politicus
- Hein Eersel (1922-2022), taalkundige en surinamist
- Jules Sedney (1922-2020), politicus
- Eddy Snijders (1923-1990), componist, dirigent en musicus
- André Kamperveen (1924-1982), voetballer en politicus
- Leo Morpurgo (1924-2013), hoofdredacteur
- Eddy Bruma (1925-2000), politicus en schrijver
- Jack Pinas (1925-2016), kunstenaar en vakbondsleider
- Fred Ramdat Misier (1926-2004), president van Suriname (1982-1988)
- Wim van Eer (1927-2011), politicus en diplomaat
- Orlando Emanuels (1927-2018), dichter
- André Saheblal (1927-2023), topambtenaar en jurist
- Henk Heidweiller (1929-1989), diplomaat
- Walter Lim A Po (1929), jurist, diplomaat en politicus
- Erwin de Vries (1929-2018), beeldend kunstenaar

### 1930-1939

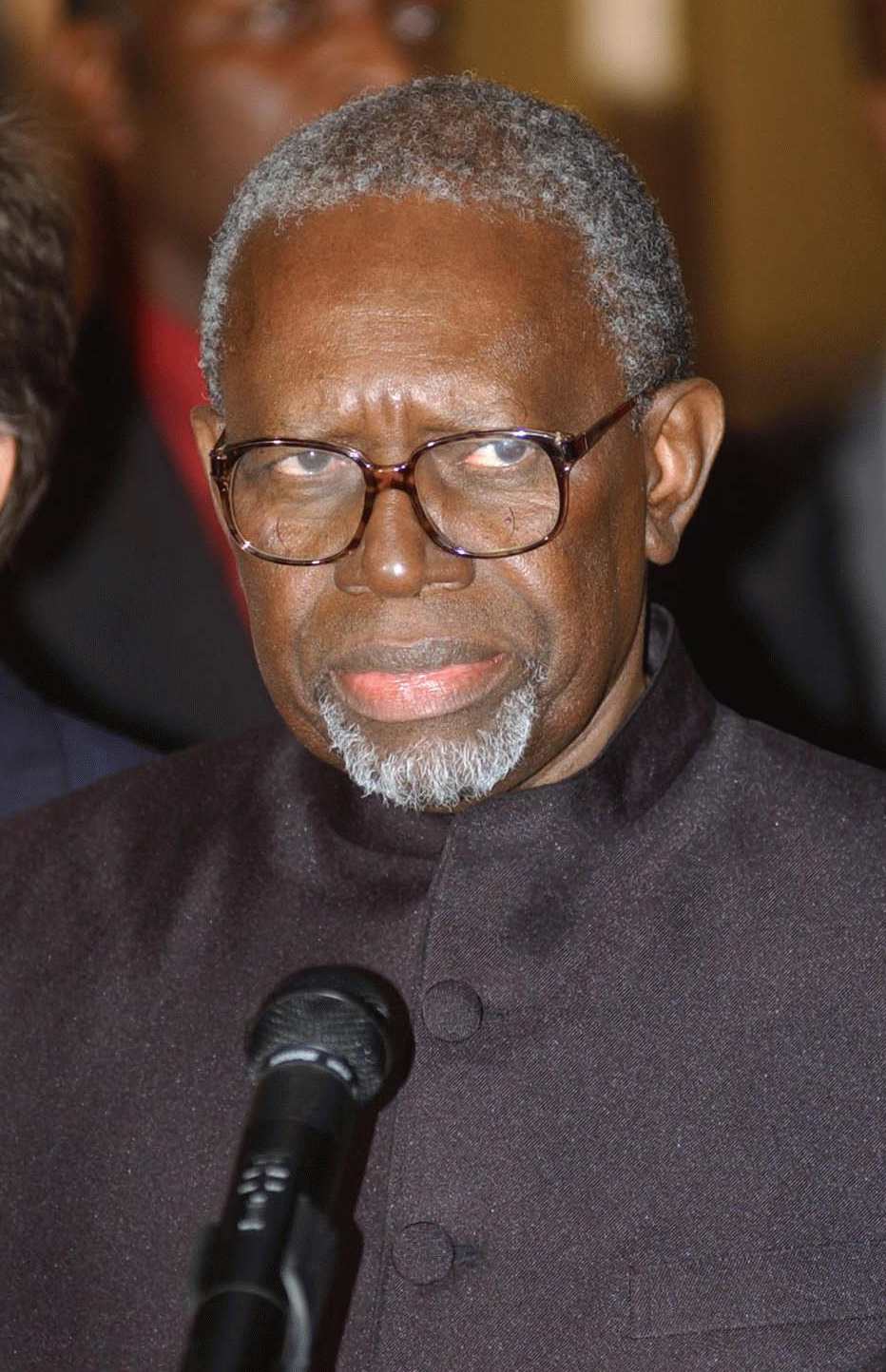
President Ronald Venetiaan (1936)

- Leo Kogeldans (1930-2024), voetballer
- Stuart Robles de Medina (1930-2006), beeldhouwer
- Corly Verlooghen (1932-2019), dichter, schrijver, muziekpedagoog
- Max Woiski jr. (1930-2011), zanger en gitarist
- Alfred Comvalius (1933-1980), militair en musicus
- Hans Faverey (1933-1990), dichter
- Deryck Ferrier (1933-2022), landbouwkundige en socioloog
- Dick Stotijn (1933-2005), Smokkelaar, informant
- Aloysius Zichem (1933-2016), bisschop van Paramaribo
- Piet Bolwerk (1934-2022), archeoloog, museumdeskundige en museumdirecteur
- Lieve Hugo (1934-1975), zanger en grondlegger van de muziekstijl kaseko
- Stanley Brouwn (1935-2017), conceptueel kunstenaar
- R. Dobru (1935-1983), dichter, schrijver en politicus
- Bea Vianen (1935-2019), schrijfster
- Henck Arron (1936-2000), politicus
- Frank Leeflang (1936-2024), jurist, diplomaat, zakenman en politicus
- Cynthia McLeod (1936), schrijfster
- Percy Muntslag (1936), balletdanser
- Ronald Venetiaan (1936), president van Suriname (1991-1996, 2000-2010)
- Sigi Wolf (1936-2008), theoloog
- Eddy Jozefzoon (1937-2021), politicus en raadsadviseur
- Ann Harris (1938-2012), schrijfster en verhalenvertelster
- Henk Herrenberg (1938-2024), diplomaat en politicus
- Paul Woei (1938-2024), kunstenaar
- Terry Agerkop (1939-2024), taekwondoka en etnomusicoloog
- Arnie Breeveld (1939), acteur
- Edmund Griffith (1939-2024), voetballer
- André Haakmat (1939-2024), politicus en advocaat

### 1940-1949

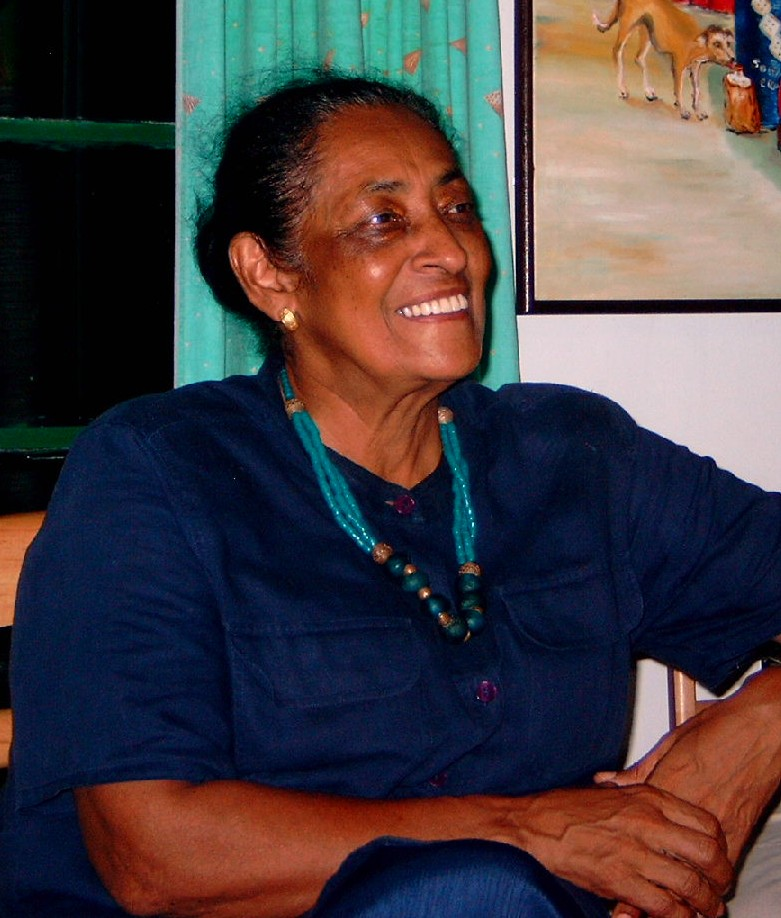
Dichter Trudi Guda (1940)

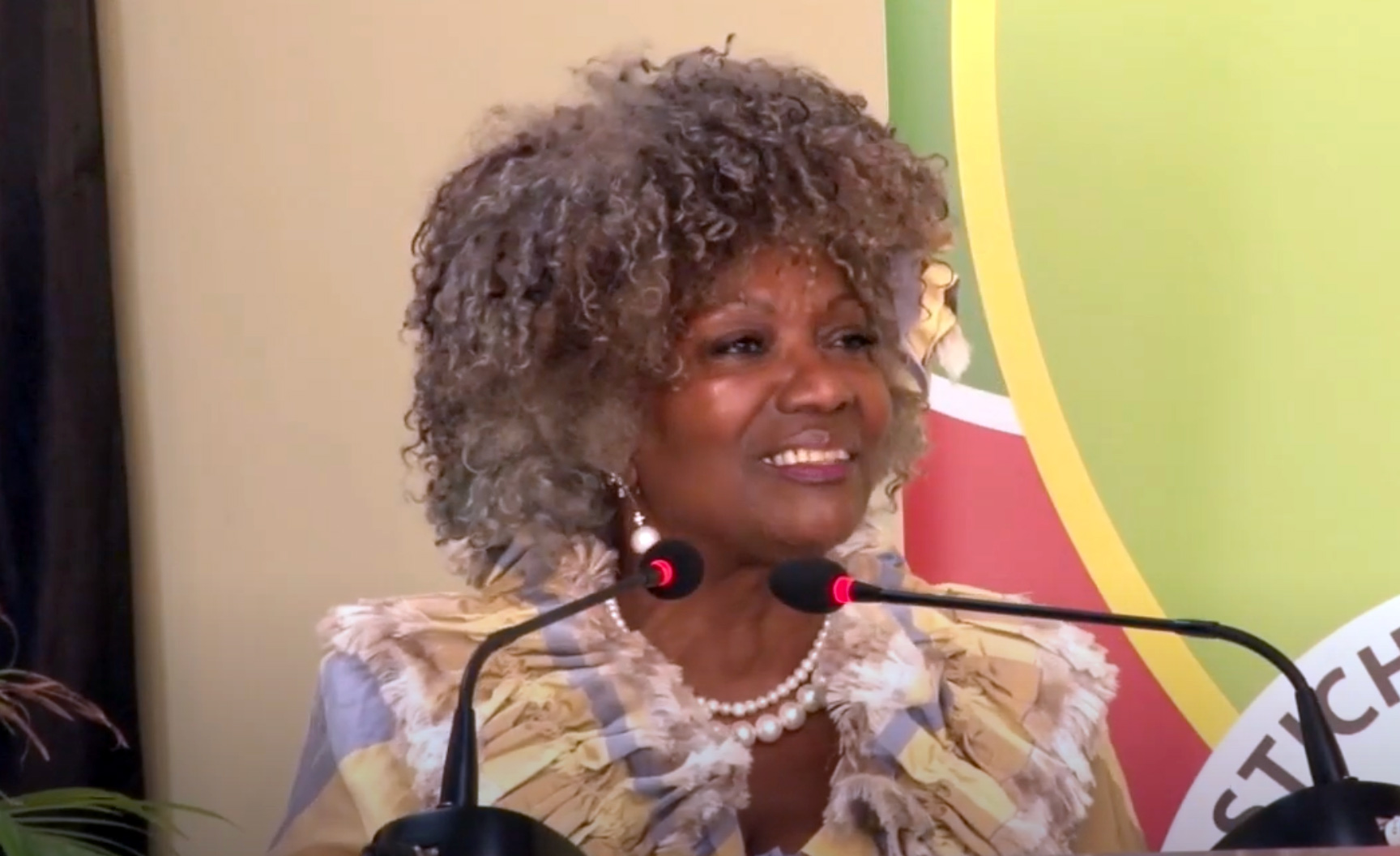
Actrice Gerda Havertong (1946)

- Harold Biervliet (1940-2025), musicus
- Fred Derby (1940-2001), politicus en vakbondsleider
- Leo Ferrier (1940-2006), schrijver
- Kenneth Gonçalves (1940-1982), jurist en advocaat
- Trudi Guda (1940), dichter
- Harvey Naarendorp (1940), diplomaat en politicus
- Pim de la Parra (1940-2024), filmregisseur
- Max Roethof (1940-2023), advocaat
- Armand Baag (1941-2001), beeldend kunstenaar
- Anton Foek (1941), journalist
- Lygia Kraag-Keteldijk (1941), politica
- Sam Polanen (1941-2022), jurist staats- en bestuursrecht
- Yvonne Raveles-Resida (1941), politica
- Carry-Ann Tjong Ayong (1941), schrijfster
- Jules Wijdenbosch (1941-2025), president van Suriname (1996-2000)
- John H de Bye (1942-2022), chirurg en publicist
- Charles Pahlad (1942-2024), musicus, ondernemer en politicus
- Roué Hupsel (1943-2023), presentator en schrijver
- Eric Lie (1943-2022), taekwondoka
- Rudy Polanen (1943-2008), dominee en mensenrechtenactivist
- Paul Somohardjo (1943), politicus
- Herman Wekker (1943-1997), Surinaams-Nederlands taalwetenschapper en hoogleraar
- Borger Breeveld (1944), acteur en mediamanager
- Jules Chin A Foeng (1944-1983), kunstenaar
- Jules Ajodhia (1945-2024), vicepresident
- Riek Aron (1945-2025), politicus
- John Lie A Fo (1945), kunstschilder
- Subhas Mungra (1945), diplomaat en politicus
- John Sadiek (1945), dammer
- Henk Goedschalk (1946), bankier
- Gerda Havertong (1946), actrice
- Gerard Spong (1946), advocaat
- Theo Wong (1946-2024), geoloog en hoogleraar
- Ewald Krolis (1947-2006), zanger
- Gloria Leurs (1947-1995), kunsthistoricus
- John Reeberg (1947), karateka
- Astrid Roemer (1947), schrijfster
- Josta Vaseur (1947), schrijfster
- Errol Alibux (1948), politicus
- Wensley Bundel (1948-2024), voetballer en voetbaltrainer
- Edgar Cairo (1948-2000), schrijver
- Lucy Kortram (1948), politica, socioloog en multicultureel adviseur
- Eddy Monsels (1948-2023), atleet
- Ellen Ombre (1948), schrijfster
- Errol Snijders (1948), politicus
- Anand Binda (1949), kunstschilder, tekenaar en docent beeldende kunsten
- Frank Dragtenstein (1949), historicus

### 1950-1959
- Robert Bosari (1950), kunstenaar

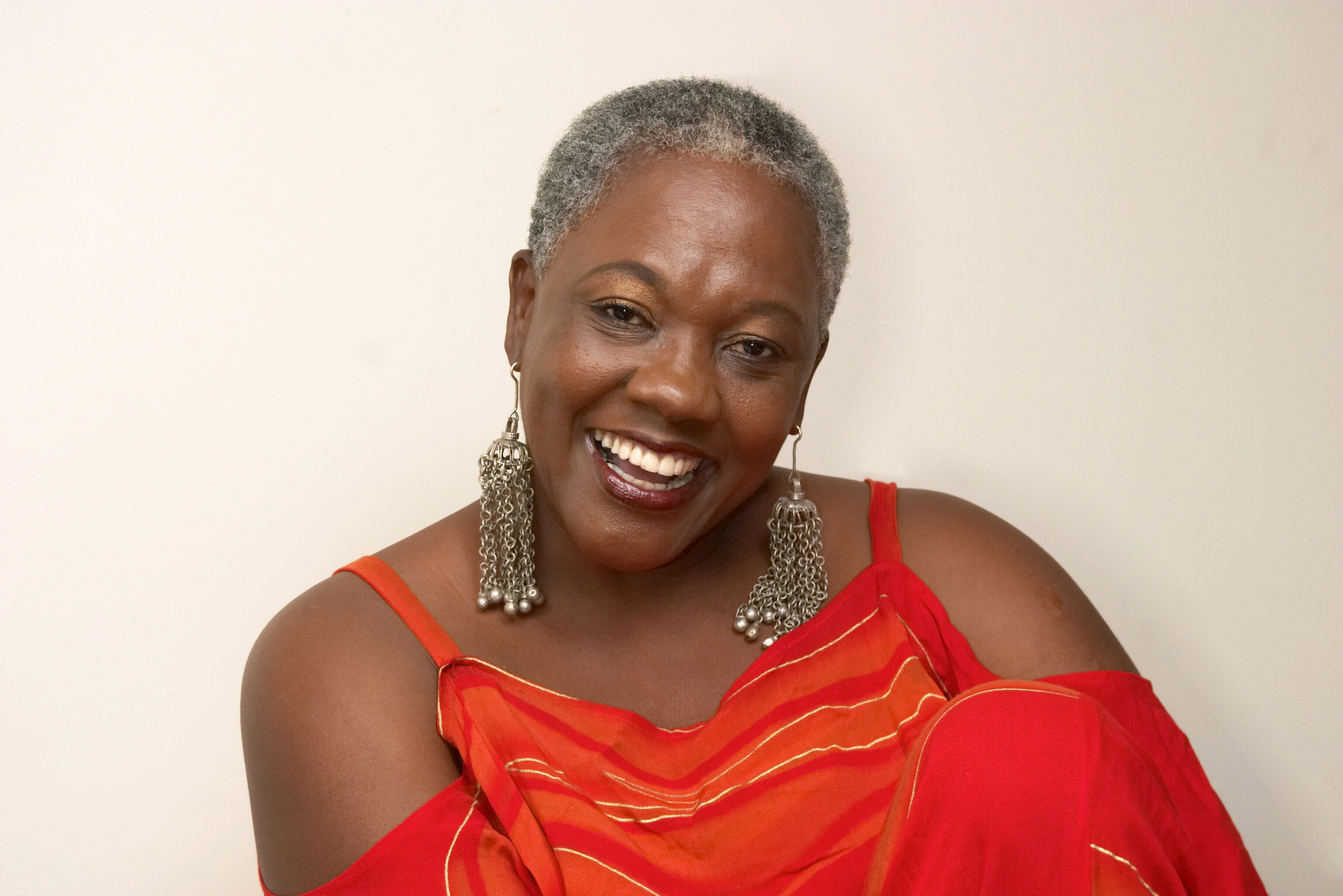
Cabaretière en columniste Jetty Mathurin (1951)

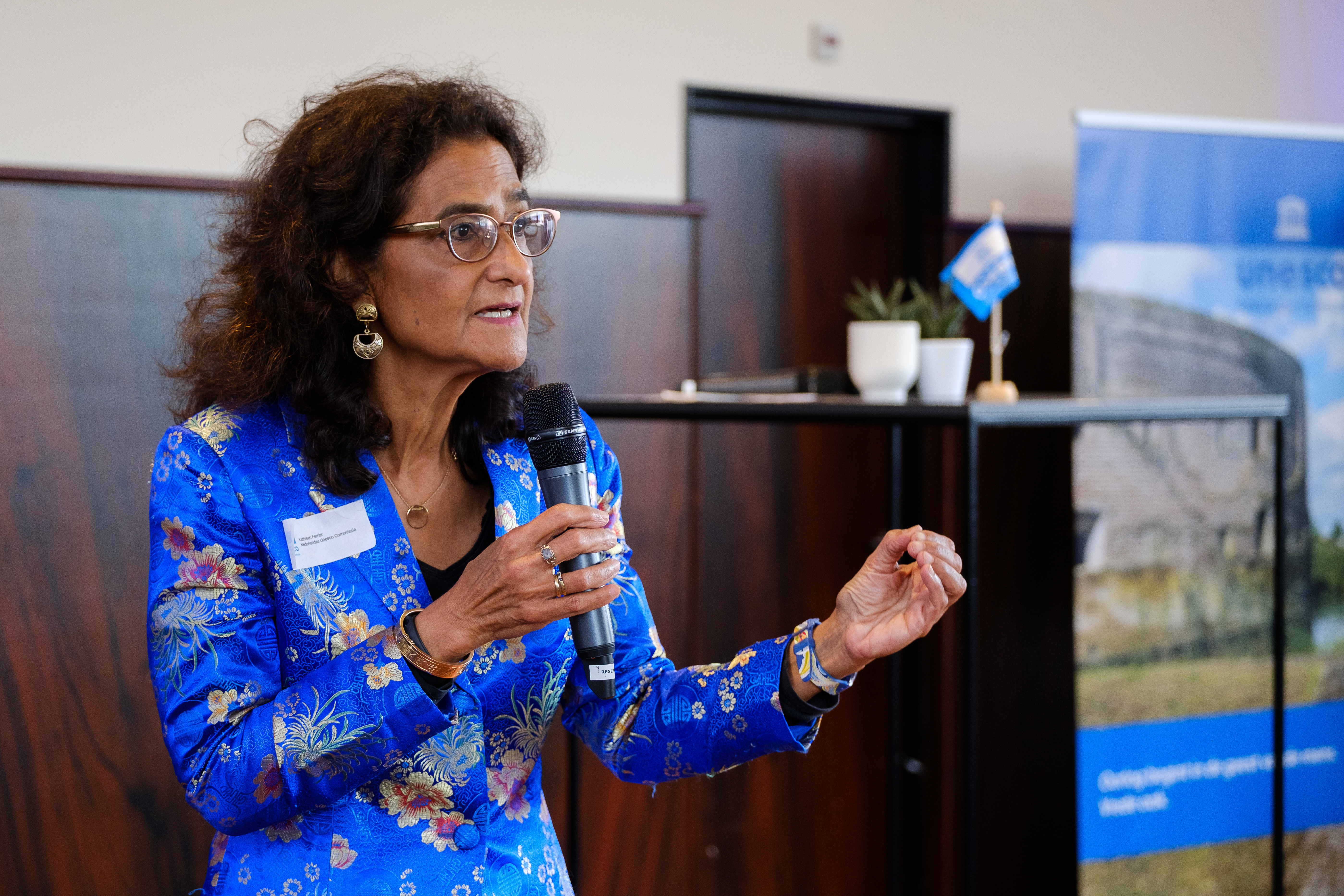
Politica Kathleen Ferrier (1957)

- Hans Breeveld (1950), politicus en politicoloog
- Gloria Wekker (1950), antropologe en hoogleraar
- Orlando Bottenbley (1951), predikant
- Jetty Mathurin (1951), cabaretière en columniste
- Henk Rommy (1951), crimineel
- Ronald Snijders (1951), musicus
- Harriette Verwey (1951), cardioloog
- Hennah Buyne (1952-2012), politicus en rechter
- Pablo Nahar (1952-2024), jazzmusicus
- Evan Rozenblad (1952), politicus
- Edgar Burgos (1953), musicus
- Glenn Durfort (1953), acteur en regisseur
- Joan Ferrier (1953-2014), orthopedagoge en directeur
- Jos Ho Sack Wa (1953-2024), taekwondoka en zangvogelsporter
- Frank Lobman (1953-2021), karateka en thaibokser
- Henna Playfair (1953-2023), verloskundige
- Roy Ristie (1953-2021), organisator, presentator en politicus
- John Serkei (1953), acteur
- Jennifer Simons (1953), politica
- Jennifer van Dijk-Silos (1954), docent, jurist en minister
- Mike Ho Sam Sooi (1954-2023), acteur
- Alida Neslo (1954), actrice
- George Ramjiawansingh (1954-2025), kunstenaar
- Rappa (1954), prozaschrijver
- Roy Sedoc (1954), Nederlands atleet
- Etienne Urka (1954), misdadiger
- Dorothee Wong Loi Sing (1954), schrijfster en beeldend kunstenares
- Carl Breeveld (1955), theoloog en politicus
- Yvette Laclé (1955), ex-prostituee, voorgangster, politica en hulpverleenster
- Denise Jannah (1956), zangeres en zangpedagoge
- Cindy Kerseborn (1956-2019), documentairemaker
- Ismene Krishnadath (1956), schrijfster
- Mahinder Rathipal (1956-2023), politicus
- Ruben Rozendaal (1956-2017), militair
- Philomena Bijlhout (1957), journaliste en politica
- Kathleen Ferrier (1957), politica
- Rick van Ravenswaay (1957), politicus
- Anil Ramdas (1958-2012), schrijver, programmamaker, journalist
- Carla Bakboord (1959), vrouwenrechtenactiviste en zangeres
- Errol Esajas (1959), atleet en Nederlands atletiekcoach
- Martha Grossenbacher (1959), Nederlands-Zwitsers atlete
- Kenneth Herdigein (1959), acteur
- Rihana Jamaludin (1959), Surinaams-Nederlands schrijfster
- Achmed de Kom (1959), atleet
- Marcel Liesdek (1959), voetballer
- Michael Miskin (1959, politicus
- Ellen Neslo (1959), historica
- Gregory Rusland (1959), politicus

### 1960-1969

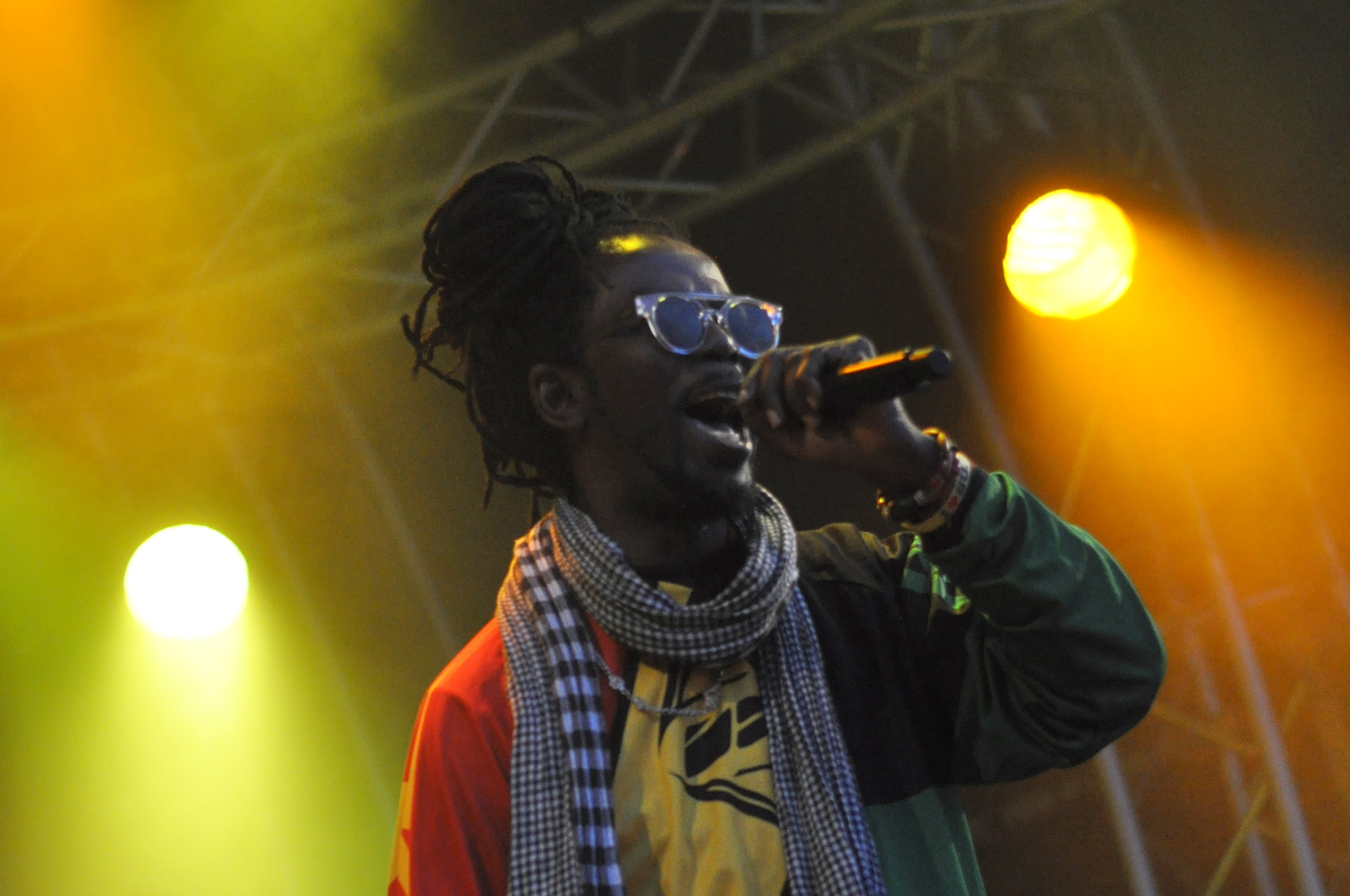
Zanger Kenneth Bron "Kenny B" (1961)

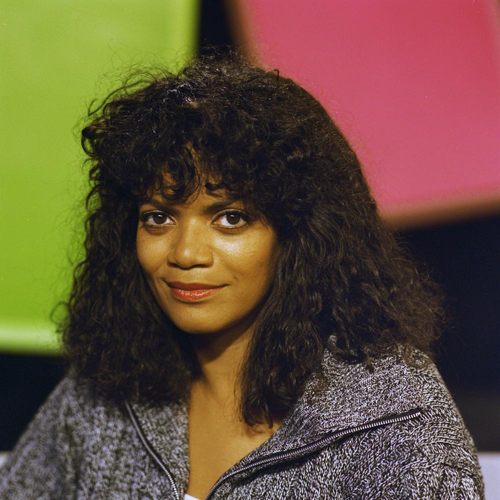
Presentatrice Aldith Hunkar (1962)

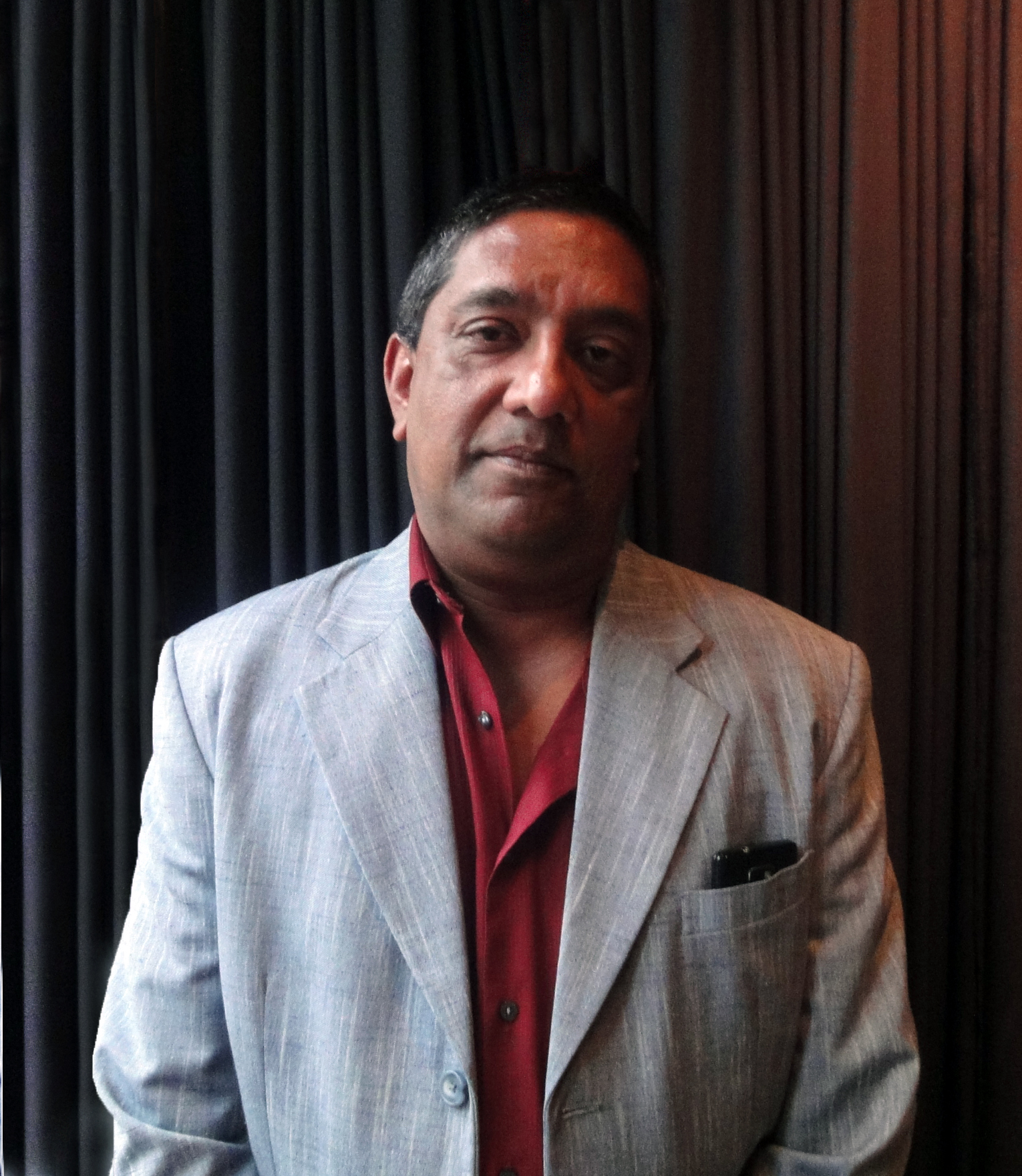
Advocaat, televisiemaker en columnist Prem Radhakishun (1962)

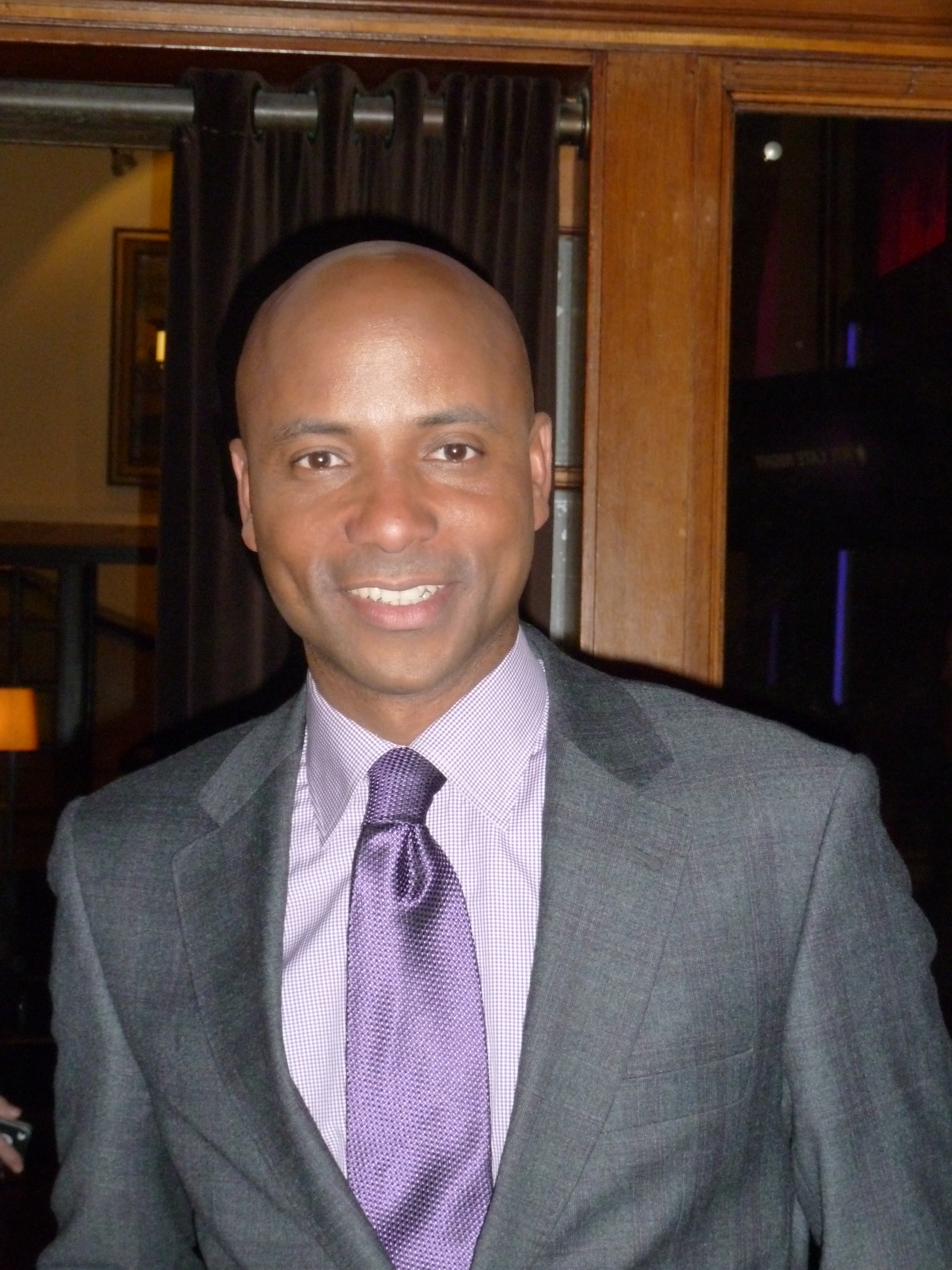
Presentator Humberto Tan (1965)

- Rabella de Faria (1960), politica en zakenvrouw
- Ruth Jacott (1960), zangeres
- Clark Accord (1961-2011), visagist en schrijver
- Gilbert Ballantine (1961), kickbokser
- Kenneth Bron, artiestennaam Kenny B. (1961), zanger en vredesonderhandelaar
- Kenneth Leeuwin (1961), karateka
- Gerold Sewcharan (1961/1962), jurist en politicus
- Juan Wells (1961), acteur en zanger
- Guno Castelen (1962), politicus
- John Elskamp (1962), schrijver
- Gillmore Hoefdraad (1962), schaker, politicus, econoom
- Aldith Hunkar (1962), televisiepresentatrice
- Henny Meijer (1962), voetballer
- Prem Radhakishun (1962), advocaat, televisiemaker, columnist
- Lucretia Redan (1962), diplomaat en bestuurder
- Kietje Sewrattan (1962), actrice
- Martin Sitalsing (1962), korpschef politie Twente (NL)
- André Wasiman (1962), voetballer, voetbalmakelaar
- Sigi Lens (1963), voetballer, voetbalmakelaar
- Stanley Menzo (1963), voetbaldoelman, - trainer
- Edu Nandlal (1963), voetballer
- Paul Nortan (1963), voetballer en voetbalmakelaar
- Nelli Cooman (1964), atlete
- Jerry de Jong (1964), voetballer
- Edward Belfort (1965-2025), Surinaams politicus en televisiepresentator
- Laetitia Griffith (1965), politica
- Orlando Lansdorf (1965-2021), dragartiest en HIV-activist
- Fred Patrick (1965-1989), voetballer
- Humberto Tan (1965), televisiepresentator, schrijver en kledingontwerper
- Adelien Wijnerman (1965), minister van financiën
- Henk Fraser (1966), voetballer en voetbaltrainer
- Rebecca Gomperts (1966), Nederlands (abortus)arts en vrouwenrechtenactiviste
- Ernst-Paul Hasselbach (1966-2008), televisiepresentator
- Dennis Tilburg (1966), atleet
- Brian Wilsterman (1966), voetballer
- Angelic del Castilho (1967), politicus en diplomaat
- Regilio Tuur (1967), bokser
- Aron Winter (1967), voetballer en voetbaltrainer
- Bryan B (1968), zanger
- Rebecca Gomperts (1968), arts, oprichter Women on Waves
- Abdullah Haselhoef (1968-2018), imam
- John Nasibdar (1968), bestuurder
- Sheila Sitalsing (1968), journaliste en columniste
- John Veldman (1968), voetballer
- Regi Blinker (1969), voetballer , uitgever
- Dennis Purperhart (1969), voetballer
- Jerry Simons, voetballer
- John Williams (1969), acteur, presentator

### 1970-1979
- Dean Gorré (1970), voetballer

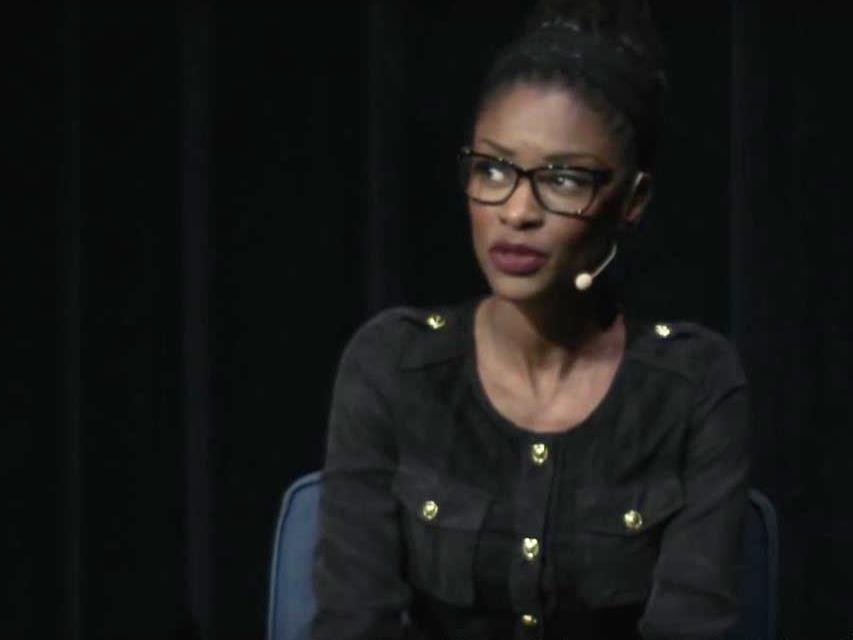
Presentatrice en politica Sylvana Simons (1971)

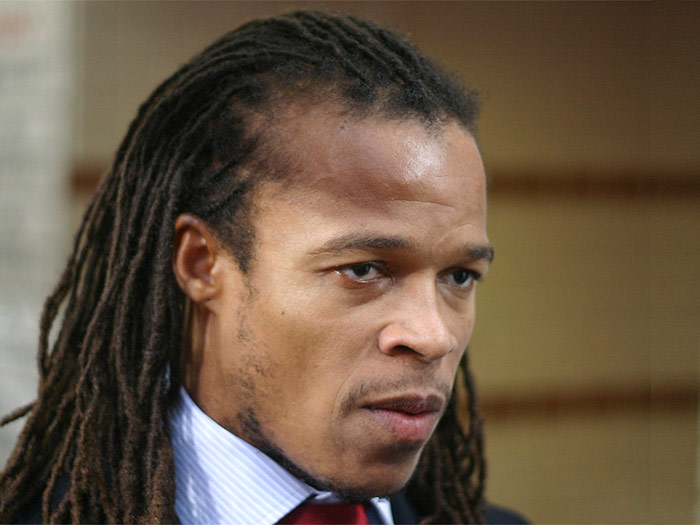
Voetballer Edgar Davids (1973)

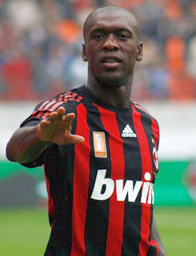
Voetballer Clarence Seedorf (1976)

- Chequita Nahar (1970), beeldend kunstenaar
- Def Rhymz (1970-2024), rapper
- Jimmy Simons (1970), voetballer
- Maarten Atmodikoro (1971), voetballer
- Ramon Beuk (1971), televisiekok
- Urias Boerleider (1971), acteur en theaterregisseur
- Edgar Dikan (1971), diplomaat en politicus
- Ulrich van Gobbel (1971), voetballer
- Aniel Kienno (1971-2020), organisator en producent
- Michel Nok (1971), voetballer
- Sylvana Simons (1971), televisie- en radiopresentatrice, politica
- Stephen Westmaas (Wesje, 1971-2011), cabaretier, muzikant en presentator
- Marianne Cornet (SoulSister, 1972), zangeres, actrice en schrijfster
- Fabian de Freitas (1972), voetballer en bouwkundig ingenieur
- Jimmy Floyd Hasselbaink (1972), voetballer en voetbaltrainer
- Quintis Ristie (1972), televisie- en radiopresentator
- Rayen Simson (1972), kickbokser
- Roué Verveer (1972), cabaretier, presentator en acteur
- Romana Vrede (1972), actrice en theatermaakster
- Edgar Davids (1973), voetballer
- George Struikelblok (1973), kunstschilder
- Glynis Terborg (1973), kunstenaar, actrice, illustrator en schrijfster van kinderboeken
- Regilio Vrede (1973), voetballer; voetbaltrainer
- Merlien Welzijn (1973), politica (NSC)
- John Wijdenbosch (1973-2017), acteur
- Ilonka Elmont (1974), kickbokser
- Samuel Koejoe (1974), voetballer
- Riad Nurmohamed (1974), wetenschapper en politicus
- Artie Ramsodit-de Graaf (1974), politica en bestuurder
- Urta Rozenstruik (1975), atlete en bobsleester
- Mark de Vries (1975), voetballer
- Karin Amatmoekrim (1976), schrijfster
- Remy Bonjasky (1976), kickbokser
- Patricia Etnel (1976-2025), politica
- Purrel Fränkel (1976), voetballer
- Melvin Manhoef (1976), kickbokser en MMA-vechter
- Maikel Renfurm (1976), voetballer
- Clarence Seedorf (1976), voetballer
- Alice Amafo (1977), politica
- Kurt Elshot (1977), voetballer
- Clifton Sandvliet (1977), voetballer
- Lorenzo Wiebers (1977), voetballer
- Chuckie (1978), diskjockey
- Steffen Morrison (1978), soulzanger en liedjesschrijver
- Darl Douglas (1979), voetballer
- Sabrina Starke (1979), zangeres, songwriter
- Stephen Tsang (politicus) (?), politicus

### 1980-1989
- Ashwin Adhin (1980), politicus

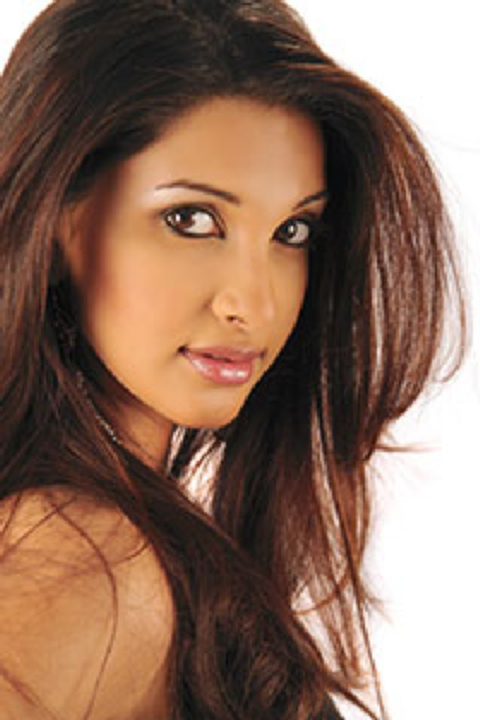
Model en actrice Fareisa Joemmanbaks (1984)

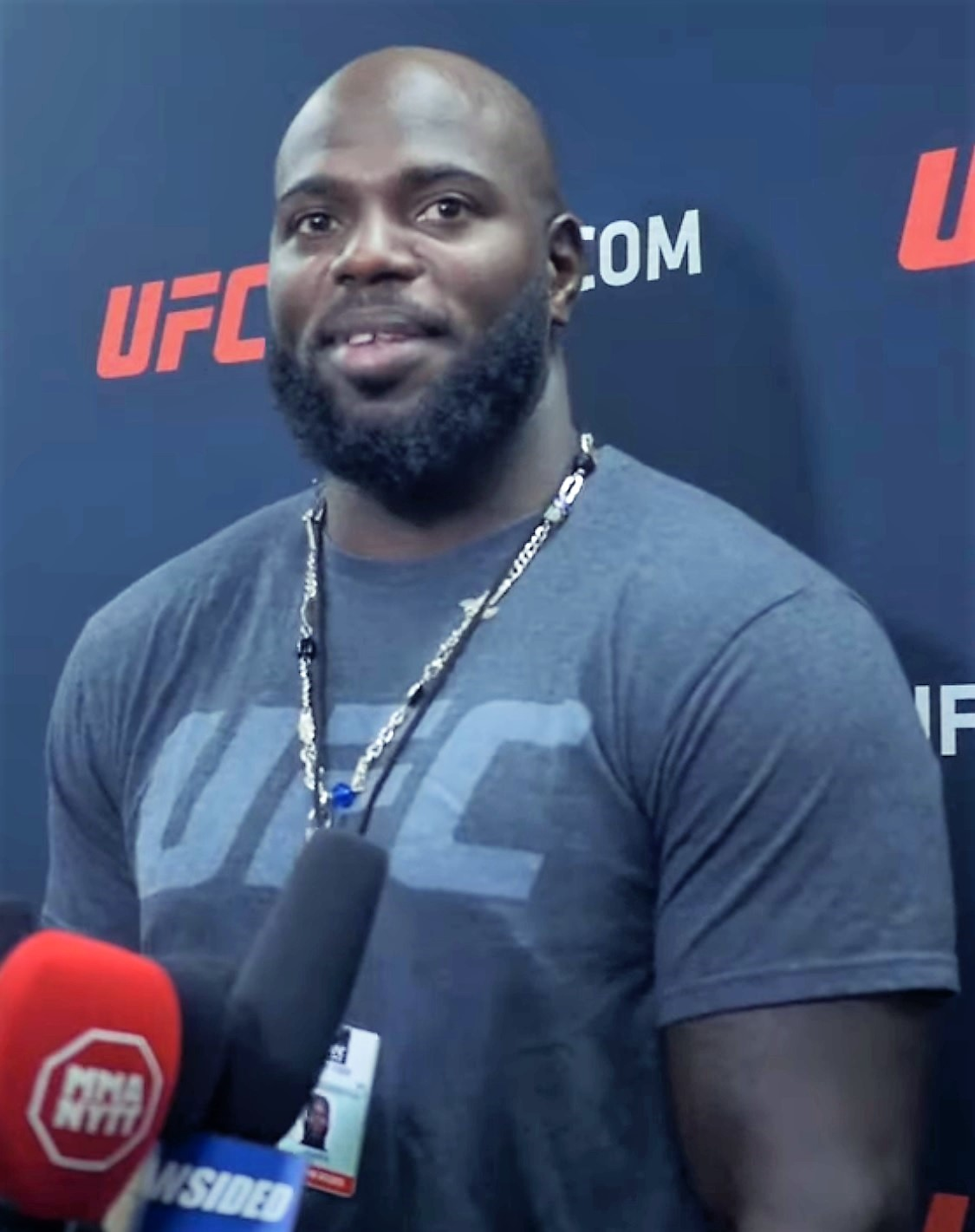
Kickbokser Jairzinho Rozenstruik (1988)

- Ryan Nannan (1980-2025), wetenschapper en ambassadeur
- Bronto Somohardjo (1980), politicus
- Giorgio Tuinfort (1981), componist, producer en pianist
- Melvin Bouva (1982), politicus
- Ray Fränkel (1982), voetballer
- Andy Ristie (1982), kickbokser
- Andwelé Slory (1982), voetballer
- Edson Braafheid (1983), voetballer
- Romeo Castelen (1983), voetballer
- Cerezo Fung a Wing (1983), voetballer
- Mandela Wee Wee (1983), acteur
- Sigourney Bandjar (1984), voetballer
- Fareisa Joemmanbaks (1984), model en actrice
- Marvin Wijks (1984-2025), voetballer
- Dyna, Vishaal Lachman (1985), dj
- Anduele Pryor (1985), voetballer
- Gregory Rigters (1985-2017), voetballer
- Tyrone Spong (1985), vechtsporter
- Jurgen Themen (1985), atleet
- Ginty Vrede (1985-2008), kickbokser
- Damaru (1986), zanger
- Lorenzo Davids (1986), voetballer
- Leroy George (1987), voetballer
- Keizer (rapper) (1987), rapper
- Gerson Main (1987), singer-songwriter, theatermaker, dichter en gitarist
- Kelvin Maynard (1987-2019), voetballer
- Giovanni Codrington (1988), atleet
- Alvin Daniels (1988), voetballer
- Curtis Hofwijks (1988), activist en politicus
- Worthy de Jong (1988), basketballer
- Cendrino Misidjan (1988), voetballer
- Jairzinho Rozenstruik (1988), MMA-vechter en kickbokser
- Dion Malone (1989), voetballer
- Vergillio Rebin (1989-2020), omroeper en politicus

### 1990-1999
- Yamill Jones (1990), acteur
- Kelvin Leerdam (1990), voetballer
- Poke (1990), rapper

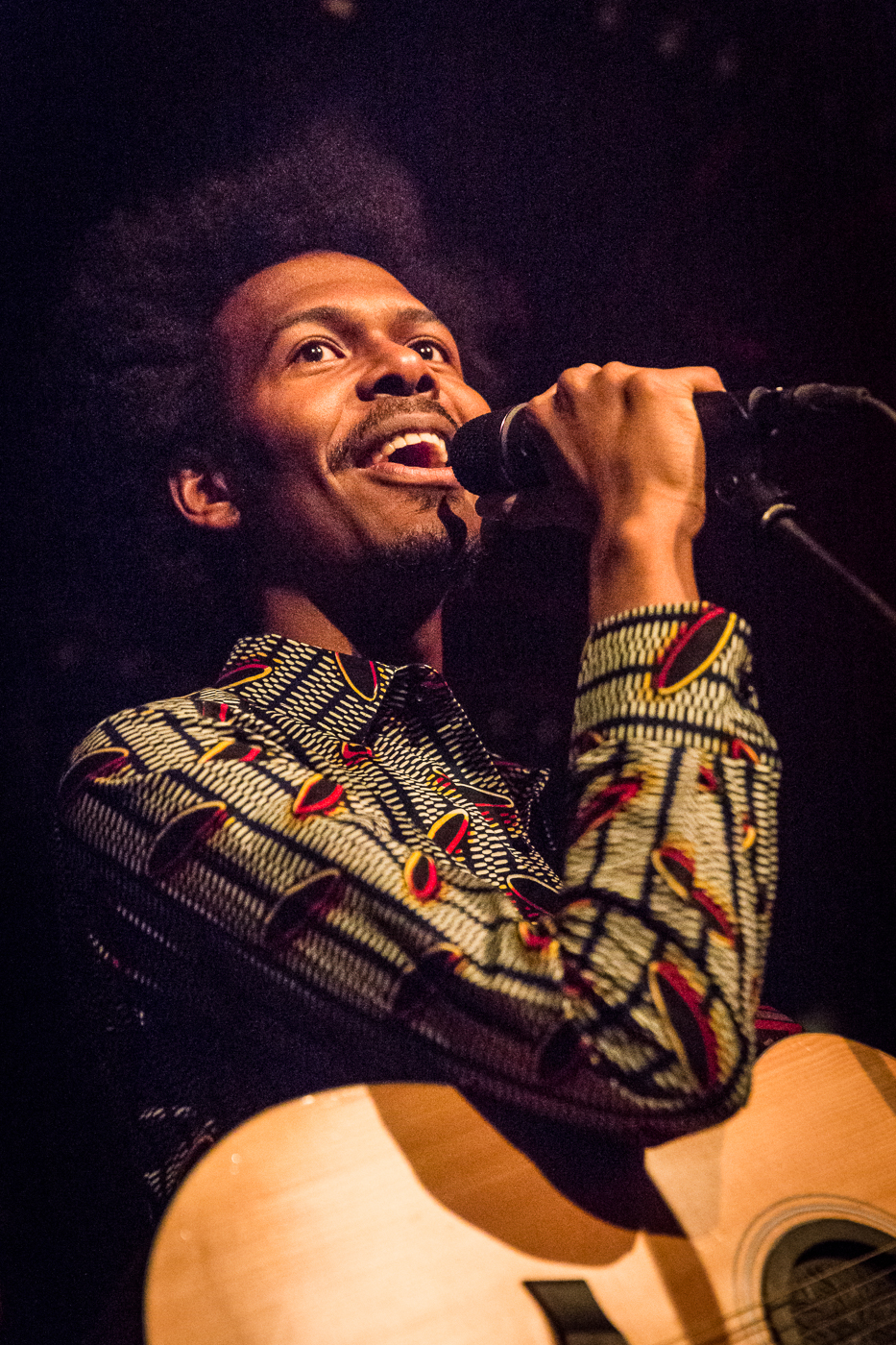
Singer-songwriter Jeangu Macrooy (1993)

- Priya Sital (1990), jeugdparlementsvoorzitter
- Kirsten Nieuwendam (1991), atlete
- Regian Eersel (1992), kickbokser
- Jeangu Macrooy (1993), singer-songwriter
- Chinyere Pigot (1993), zwemster
- Myenty Abena (1994), voetballer
- Chagnaz Fränkel (1994), volleybalster
- Xiomara Getrouw (1994), zwemster
- Diguan Pigot (1994), zwemmer
- Renzo Tjon-A-Joe (1995), zwemmer
- Daniël Kolf (1997), acteur
- Neelam Matadin (1997), zangeres
- Donovan Wisse (1997), kickbokser
- Tirsa With (1997), presentator, stemacteur en programmamaker
- Donegi Abena (1998), kickbokser

### Vanaf 2000
- Roscello Vlijter (2000),  voetballer